# Примбон
Примбон (яв. primbon — скрывать, хранить) — гадально-справочные книги у яванцев, получившие распространение с XVI в. Руководство по определению благоприятных (или неблагоприятных) мест и времени проведения каких-либо действий (свадьба, строительство дома, совершение сделки, путешествие и т. п.), толкованию различных явлений (в том числе толкование снов). Содержат также магические формулы и предписания, рецепты, астрологические указания. Большое место в П. занимают системы гаданий «петунган» (нумерология) и «сенгкан-турунан» (восхождение-нисхождение), связанные с астрологией.